# Golden League FIAF 1998
La Golden League FIAF 1998 è stato il massimo livello del campionato italiano di football americano disputato nel 1998. È stata organizzata dalla Federazione Italiana American Football.
Al campionato hanno preso parte 9 squadre, suddivise in 3 gironi.

## Regular season
Ogni squadra disputa partite di andata e ritorno con le squadre del proprio girone e partite di sola andata con le squadre degli altri gironi.

### Girone A
| Pos. | Squadra           | %V   | G  | V | P  | PF  | PS  |
| ---- | ----------------- | ---- | -- | - | -- | --- | --- |
| 1    | Frogs Legnano     | .800 | 10 | 8 | 2  | 315 | 131 |
| 2    | Lions Bergamo     | .700 | 10 | 7 | 3  | 303 | 108 |
| 3    | Elephants Catania | .000 | 10 | 0 | 10 | 38  | 330 |

### Girone B
| Pos. | Squadra         | %V   | G  | V | P | PF  | PS  |
| ---- | --------------- | ---- | -- | - | - | --- | --- |
| 1    | Phoenix Bologna | .600 | 10 | 6 | 4 | 296 | 167 |
| 2    | Giants Bolzano  | .600 | 10 | 6 | 4 | 240 | 216 |
| 3    | Rhinos Milano   | .200 | 10 | 2 | 8 | 134 | 376 |

### Girone C
| Pos. | Squadra           | %V   | G  | V | P | PF  | PS  |
| ---- | ----------------- | ---- | -- | - | - | --- | --- |
| 1    | Dolphins Ancona   | .800 | 10 | 8 | 2 | 291 | 192 |
| 2    | Cardinals Palermo | .600 | 10 | 6 | 4 | 272 | 223 |
| 3    | Gladiatori Roma   | .200 | 10 | 2 | 8 | 99  | 245 |

## Playoff
|  | Quarti di finale | Quarti di finale  | Quarti di finale |                 |               | Semifinali    | Semifinali    | Semifinali |  |  | XXVIII Superbowl | XXVIII Superbowl | XXVIII Superbowl |  |
|  |                  |                   |                  |                 |               |               |               |            |  |  |                  |                  |                  |  |
|  |                  |                   |                  |                 |               | 1             | Frogs Legnano | 43         |  |  |                  |                  |                  |  |
|  |                  |                   |                  |                 |               | 1             | Frogs Legnano | 43         |  |  |                  |                  |                  |  |
|  |                  |                   |                  | Phoenix Bologna | 15            |               |               |            |  |  |                  |                  |                  |  |
|  | 4                | Phoenix Bologna   | 30               | Phoenix Bologna | 15            |               |               |            |  |  |                  |                  |                  |  |
|  | 4                | Phoenix Bologna   | 30               |                 |               |               |               |            |  |  |                  |                  |                  |  |
|  | 5                | Giants Bolzano    | 16               |                 |               |               |               |            |  |  |                  |                  |                  |  |
|  | 5                | Giants Bolzano    | 16               |                 | Frogs Legnano | Frogs Legnano | 28            |            |  |  |                  |                  |                  |  |
|  |                  |                   |                  |                 |               |               |               |            |  |  |                  |                  |                  |  |
|  |                  |                   | Lions Bergamo    | Lions Bergamo   | 29            |               |               |            |  |  |                  |                  |                  |  |
|  |                  |                   |                  | Lions Bergamo   | 29            |               |               |            |  |  |                  |                  |                  |  |
|  |                  |                   |                  |                 |               |               |               |            |  |  |                  |                  |                  |  |
|  |                  |                   |                  |                 |               |               |               |            |  |  |                  |                  |                  |  |
|  |                  | 2                 | Dolphins Ancona  | 14              |               |               |               |            |  |  |                  |                  |                  |  |
|  |                  |                   |                  | 14              |               |               |               |            |  |  |                  |                  |                  |  |
|  |                  |                   |                  | Lions Bergamo   | 30            |               |               |            |  |  |                  |                  |                  |  |
|  | 3                | Lions Bergamo     | 8                | Lions Bergamo   | 30            |               |               |            |  |  |                  |                  |                  |  |
|  | 3                | Lions Bergamo     | 8                |                 |               |               |               |            |  |  |                  |                  |                  |  |
|  | 6                | Cardinals Palermo | 0                |                 |               |               |               |            |  |  |                  |                  |                  |  |

### XVIII Superbowl
Il XVIII Superbowl italiano si è disputato sabato 18 luglio 1998 allo Stadio Santa Maria Goretti di Catania, ed ha visto i Lions Bergamo superare i Frogs Legnano per 29 a 28.
Il titolo di MVP della partita è stato assegnato a Daniel Crowley, quarterback dei Lions.